# Fraunhofer-Institut für Physikalische Messtechnik
Das Fraunhofer-Institut für Physikalische Messtechnik IPM, kurz „Fraunhofer IPM“, ist eine Einrichtung der Fraunhofer-Gesellschaft zur Förderung der angewandten Forschung e. V. (FhG) mit Sitz in Freiburg im Breisgau. Das Institut entwickelt optische Messsysteme und Komponenten für die Produktionskontrolle, die Objekt- und Formerfassung sowie die Gas- und Prozesstechnologie. Darüber hinaus forscht das Institut an photonischen und kalorischen Systemen.

## Geschichte
Die Gründung des Fraunhofer-Instituts für Physikalische Messtechnik IPM geht auf die im Jahr 1963 von Karl Rawer gegründete Freiburger Arbeitsgruppe Physikalische Weltraumforschung (APW) zurück. 1969 wurde die APW in die Fraunhofer-Gesellschaft eingegliedert, 1973 zog die Gruppe in ein neu gebautes Institutsgebäude in der Heidenhofstraße und wurde in „Fraunhofer-Institut für Physikalische Weltraumforschung IPW“ umbenannt.
1979 übernahm Joachim Hesse die Leitung des Instituts. Es folgte eine grundsätzliche strategische Neuausrichtung zur anwendungsnahen Forschung für die Industrie. Fraunhofer IPW wurde in Fraunhofer-Institut für Physikalische Messtechnik IPM umbenannt und gliederte sich in die drei Abteilungen Laserspektroskopie, Faseroptik und Prozesstelemetrie. In dieser Zeit entstanden erste Laserscanner für Abstandsmessungen und Spektrometer für die Abgasmessung im Automobil.
Im Jahr 1986 übernahm Elmar Wagner die Institutsleitung. In den frühen 1990er Jahren wurden die Technologie der Laserbelichtung und die Bahnmesstechnik zu weiteren Forschungsschwerpunkten des Instituts. Die am Institut entwickelten 3D-Laserscanner zur Überwachung von Bahninfrastruktur wurden weltweit nachgefragt.
Mit der Projektgruppe TeraTec an der Technischen Universität Kaiserslautern wurde 2005 ein zweiter Standort gegründet. Von 2010 bis 2016 wurde er als „Anwendungszentrum für Terahertz-Technik TeraTec“ fortgeführt, bis er als Abteilung „Materialcharakterisierung und -prüfung“ in das Fraunhofer-Institut für Techno- und Wirtschaftsmathematik ITWM eingegliedert wurde und sich das Fraunhofer IPM auf den Standort Freiburg konzentrierte.
Karsten Buse übernahm 2011 die Institutsleitung. Neben der Entwicklung optischer Messsysteme und Komponenten auf verschiedenen Technologiefeldern gewannen die Datenauswertung und -visualisierung, auch mittels Künstlicher Intelligenz sowie die Entwicklung umfassender messtechnischer Prozessketten an Bedeutung. Neue Themenfelder wie die Kalorik oder Quanten-Imaging wurden erschlossen.
2017 wurde der Grundstein für ein neues Institutsgebäude auf dem Campus der Technischen Fakultät der Albert-Ludwigs-Universität Freiburg gelegt. Das Gebäude in der Georges-Köhler-Allee 301 wurde im Sommer 2020 bezogen.
Zu den Meilensteinen in der Forschungsgeschichte des Instituts gehören folgende Systeme und Technologien:
- Arrilaser, ein Belichtungssystem für die Kinoindustrie, ausgezeichnet mit dem „Award of Merit“, dem technischen Oskar[8]
- Halbleitertechnologie zur Herstellung von IR-Diodenlasern
- erste waferbasierte Produktion von Peltierkühlern[9]
- erster Laserscanner mit einer Genauigkeit von unter einem Millimeter
- SolACES, EUV-Sonnenspektrometer auf der ISS (aktiv von 2008 bis 2017)[10][11]
- weltweit schnellstes Phasenvergleichsverfahren zur Abstandsmessung (zwei Mio. Messpunkte pro Sekunde)[12]
- erstes flächig messendes Ölauflagenmesssystem basierend auf Fluoreszenz-Laserscanning
- erstes Oberflächeninspektionssystem für Drähte in der Produktion, 100%-Prüfung bei bis zu 100 km/h Vorschub
- erste Linienintegration einer markierungsfreien Rückverfolgung von Massenbauteilen im Automobilbereich
- weltweit erstes System zur digital-holographischen 3D-Messung von bewegten Objekten
- weltweit schnellstes 3D-Messsystem für die Chipfertigung, 65 Mio. 3D-Punkte in 200 ms Messzeit

## Forschung und Entwicklung
Das Fraunhofer-Institut für Physikalische Messtechnik IPM entwickelt optische Messtechniken und Systeme für die Industrie in vier Geschäftsfeldern:
- Produktionskontrolle

Für die Produktionskontrolle entwickelt Fraunhofer IPM optische Systeme und bildgebende Verfahren, mit denen sich Oberflächen und 3D-Strukturen in der Produktion analysieren und Prozesse regeln lassen. Die Systeme erkennen Defekte oder Verunreinigungen bei hohen Produktionsgeschwindigkeiten und ermöglichen eine 100-Prozent-Echtzeitkontrolle in der Produktion. Eingesetzt werden u. a. digitale Holographie, Infrarot-Reflexions-Spektroskopie und Fluoreszenzverfahren, kombiniert mit hardwarenaher Bild- und Datenverarbeitung. Die Systeme werden beispielsweise in der Umformtechnik im Automobilbereich und zur Qualitätssicherung bei Medizinprodukten eingesetzt.
- Objekt- und Formerfassung

Das Institut entwickelt optische Systeme zur 3D-Erfassung der Geometrie und Lage von Objekten. Die Systeme dienen u. a. zur Planung und Überwachung von Verkehrs-Infrastruktur. Die Erfassung erfolgt zumeist von bewegten Plattformen aus (Mobile Mapping) und erstreckt sich über einen Größenbereich von zehntel Millimetern bis in den 100-Meter-Bereich. Die Messsysteme basieren auf Lichtlaufzeit-Messung (Puls- und Phasenlaufzeitverfahren) oder Kameratechnik. Neben der Messtechnik-Hardware konzentriert sich die Forschung im Bereich Objekterfassung zunehmend auf die automatisierte Datenauswertung und die 3D-Visualisierung von Messdaten.
- Gas- und Prozesstechnologie

Für die Gas- und Prozesstechnologie entwickelt und fertigt Fraunhofer IPM Mess- und Regelsysteme für den Einsatz unter extremen Umgebungsbedingungen. Forschungsschwerpunkte sind laserspektroskopische Verfahren für die Gasanalytik, energieeffiziente Gassensoren, Partikelmesstechnik sowie thermische Sensoren und Systeme. Die Bandbreite der Anwendungen reicht von der Abgasanalyse über die Transportüberwachung von Lebensmitteln bis hin zu Sensoren und Systemen zur Messung kleinster Temperaturunterschiede. Für miniaturisierten Gassensorsysteme werden Sensortechnologie und Elektronik in kompakten Mikrosystemen kombiniert. Dazu entwickelt das Institut funktionale, gassensitive Materialien und Oberflächen. Die spektroskopischen Systeme zur Detektion und Analyse von Gasen, Flüssigkeiten und Festkörpern basieren auf Methoden wie Raman-, ATR- oder Laserspektroskopie. Dabei bauen die Wissenschaftler auf ihre Erfahrung in der Abgas-, Brenngas- und Partikelmesstechnik. Zur Messung kleinster Temperaturunterschiede oder zur Bestimmung von Materialparametern, etwa der thermischen oder elektrischen Leitfähigkeit werden thermische Sensoren und Systeme aus unterschiedlichen Materialien und auf flexiblen Substraten entwickelt.
- Photonische Systeme

Im Forschungsbereich Photonische Systeme entwickelt das Institut neuartige laserbasierte Messverfahren und nichtlinear-optische Messwerkzeuge für die Spektroskopie. Das Institut nutzt Methoden der nichtlinear-optischen Frequenzkonversion, um für verschiedene Anwendungsbereiche Laserlicht der gewünschten Wellenlänge zu erzeugen. Ein Schwerpunkt ist dabei die Konversion von einfrequentem Dauerstrich-Laserlicht, die besonders hohe Anforderungen an die Konversionseffizienz und Frequenzstabilität stellt. Das Leistungsspektrum reicht von kundenspezifischen nichtlinear-optischen Kristallen für die Frequenzkonversion bis zur Prototyp-Entwicklung von optisch-parametrischen Oszillatoren für OEM-Laser-Hersteller. Von Fraunhofer IPM entwickelte Lichtquellen werden in verschiedenen Bereichen eingesetzt, darunter: Quantentechnologien, Nanophotonics, (digitale) Holographie, Raman-Spektroskopie oder Fluoreszenz-Mikroskopie.

## Kooperationen
Fraunhofer IPM arbeitet mit anderen Fraunhofer-Instituten zusammen. In verschiedenen Netzwerken konzentrieren die einzelnen Institute ihre Kompetenzen, organisieren den Know-how-Transfer und treten als gemeinsamer Ansprechpartner gegenüber Industrie und Institutionen auf. Fraunhofer IPM ist in institutsübergreifenden Netzwerken vertreten:
- Fraunhofer-Verbund Light & Surfaces
- Fraunhofer-Allianz Food-Chain-Management
- Geschäftsbereich Reinigung
- Fraunhofer-Allianz Verkehr
- Fraunhofer Geschäftsbereich Vision

Das Institut ist durch vier assoziierte Lehrstühle mit der Albert-Ludwigs-Universität Freiburg vernetzt.

## Infrastruktur
Fraunhofer IPM beschäftigte 2024 rund 270 Mitarbeitende; dazu gehören knapp 40 Master-, Bachelor- und Studierende im Praxissemester, zudem Auszubildende und wissenschaftliche Hilfskräfte.
Im Jahr 2024 erwirtschaftete Fraunhofer IPM einen Umsatz von 25,4 Millionen Euro. Die Industrieerlöse machten mit 10 Millionen Euro einen Anteil von über 39 Prozent am Betriebshaushalt aus.